# Norton Summit
Norton Summit är en ort i Australien. Den ligger i kommunen Adelaide Hills och delstaten South Australia, omkring 11 kilometer öster om delstatshuvudstaden Adelaide. Antalet invånare är 319.
Runt Norton Summit är det ganska tätbefolkat, med 58 invånare per kvadratkilometer.. Närmaste större samhälle är Adelaide, omkring 11 kilometer väster om Norton Summit. 
I omgivningarna runt Norton Summit växer i huvudsak blandskog. Genomsnittlig årsnederbörd är 593 millimeter. Den regnigaste månaden är juli, med i genomsnitt 95 mm nederbörd, och den torraste är december, med 13 mm nederbörd.